# Coffea mufindiensis
Coffea mufindiensis là một loài thực vật có hoa trong họ Thiến thảo. Loài này được Hutch. ex Bridson mô tả khoa học đầu tiên năm 1982.